# Кицинген
Кицинген (њем. Kitzingen) општина је у њемачкој савезној држави Баварска. Једно је од 31 општинског средишта округа Кицинген. Према процјени из 2010. у општини је живјело 20.836 становника. Посједује регионалну шифру (AGS) 9675141.

## Географски и демографски подаци
Кицинген се налази у савезној држави Баварска у округу Кицинген. Општина се налази на надморској висини од 186–230 метара. Површина општине износи 47,0 km². У самом мјесту је, према процјени из 2010. године, живјело 20.836 становника. Просјечна густина становништва износи 443 становника/km².

## Међународна сарадња
| Мјесто     | Држава    | Врста сарадње | Од    |
| ---------- | --------- | ------------- | ----- |
| Тшебњица   | Пољска    | контакт       | 2000. |
| Монтеварки | Италија   | партнерство   | 1984. |
|            | Француска | партнерство   | 1984. |
| Извор      |           |               |       |